# SRSF1
SRSF1 (англ. Serine and arginine rich splicing factor 1) – білок, який кодується однойменним геном, розташованим у людей на короткому плечі 17-ї хромосоми.  Довжина поліпептидного ланцюга білка становить 248 амінокислот, а молекулярна маса — 27 745.
| 10         |  | 20         |  | 30         |  | 40         |  | 50         |
| ---------- |  | ---------- |  | ---------- |  | ---------- |  | ---------- |
| MSGGGVIRGP |  | AGNNDCRIYV |  | GNLPPDIRTK |  | DIEDVFYKYG |  | AIRDIDLKNR |
| RGGPPFAFVE |  | FEDPRDAEDA |  | VYGRDGYDYD |  | GYRLRVEFPR |  | SGRGTGRGGG |
| GGGGGGAPRG |  | RYGPPSRRSE |  | NRVVVSGLPP |  | SGSWQDLKDH |  | MREAGDVCYA |
| DVYRDGTGVV |  | EFVRKEDMTY |  | AVRKLDNTKF |  | RSHEGETAYI |  | RVKVDGPRSP |
| SYGRSRSRSR |  | SRSRSRSRSN |  | SRSRSYSPRR |  | SRGSPRYSPR |  | HSRSRSRT   |

A: Аланін

C: Цистеїн

D: Аспарагінова кислота

E: Глутамінова кислота

F: Фенілаланін

G: Гліцин

H: Гістидин

I: Ізолейцин

K: Лізин

L: Лейцин

M: Метіонін

N: Аспарагін

P: Пролін

Q: Глутамін

R: Аргінін

S: Серин

T: Треонін

V: Валін

W: Триптофан

Задіяний у таких біологічних процесах як процесінг мРНК, сплайсінг мРНК, транспорт, транспорт мРНК. 
Білок має сайт для зв'язування з РНК. 
Локалізований у цитоплазмі, ядрі.